# Behaeddine Chakir
Behaeddine Chakir ou Bahaeddine Chakir (en turc ottoman : بهاءالدین شاکر ; en turc moderne : Bahattin Şakir), né en 1874 à Constantinople et mort assassiné le 17 avril 1922 à Berlin, est un docteur, membre fondateur du Comité Union et Progrès (CUP) et un chef important de la Teşkilat-i Mahsusa (Organisation spéciale). Il étudie la médecine à l'Académie médicale militaire à Constantinople, où il fait rapidement la connaissance du Dr Mehmet Nâzım. À la fin de la Première Guerre mondiale, il est arrêté avec d'autres membres du CUP, d'abord par la cour martiale ottomane locale et puis par le gouvernement britannique. Il est ensuite envoyé à Malte en instance des procès militaires pour crimes contre l'humanité, qui ne se sont jamais concrétisés. Il est ensuite échangé par les Britanniques contre des otages détenus par les forces turques.

## Guerre arméno-azérie
La Fédération révolutionnaire arménienne (FRA) blâme Behaeddine Chakir pour son implication dans la guerre arméno-azerbaïdjanaise, en particulier dans les relations entre le Müsavat et le CUP. Dans les premières phases de cette guerre, la FRA (milice arménienne) était engagée dans un affrontement armé avec les forces azerbaïdjanaises au cours de laquelle de nombreux musulmans ont été expulsés de Bakou ou sont passés dans la clandestinité. Le vent tourne quand Enver Pacha de l'Empire ottoman commence son avancée avec la nouvellement créée armée de l'islam. Lionel Dunsterville, à la tête d'une force anglo-arménienne présente depuis six semaines, ordonne l'évacuation de la ville le 14 septembre, et se retire en Iran ; la plupart de la population arménienne s'échappe avec les forces britanniques. L'armée de l'islam et leurs alliés azéris, dirigé par Nouri Pacha, rentre dans Bakou le 15 septembre ; commence alors un massacre à l'encontre de la population arménienne. Toutefois, après l'armistice de Moudros entre le Royaume-Uni et l'Empire ottoman le 30 octobre, les troupes turques sont remplacées par celles de la Triple-Entente. Dirigés par le général britannique William Thomson, qui se déclare lui-même gouverneur militaire de Bakou, 5 000 soldats du Commonwealth arrivent à Bakou le 17 novembre 1918. Par ordre du général Thomson, la loi martiale est mise en place à Bakou.

## Génocide arménien

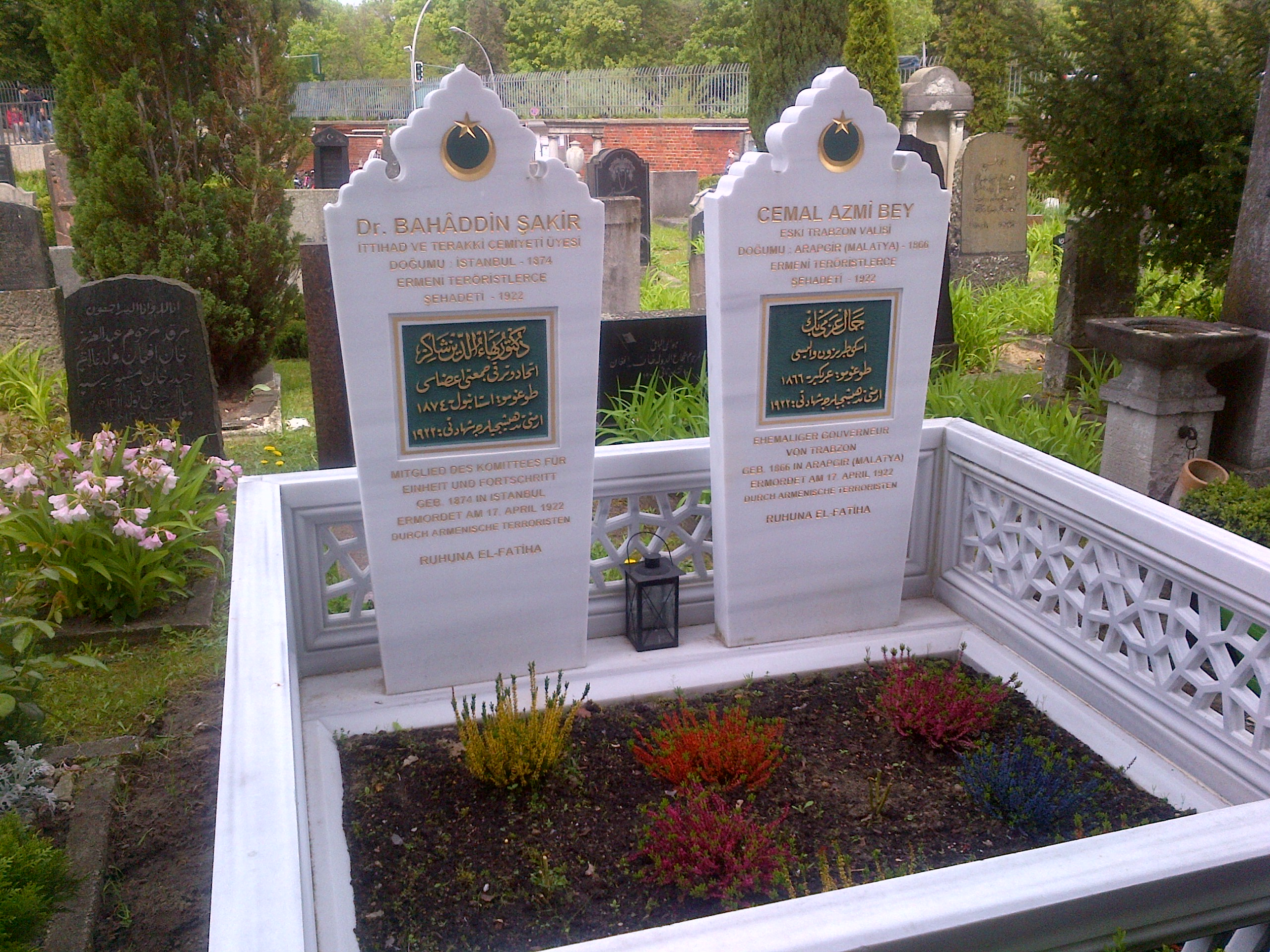
Les tombes de Behaeddine Chakir et de Djemal Azmi au Cimetière turc à Berlin.

Behaeddine Chakir est prétendu être la figure centrale de la Teşkilat-i Mahsusa. Cela est parfois utilisé comme preuve faisant état d’un génocide organisé utilisant le tehcir (expulsions), processus de la loi Tehcir. Halil Berktay déclare que les administrateurs locaux se sont opposés aux ordres d'expulsion de Behaeddine Chakir et ont appelé à son arrestation. Les dissidents étaient généralement remplacés par des jusqu’au-boutistes ; parfois deux fois si le remplaçant n'était pas docile.
À l'automne 1919, la Fédération révolutionnaire arménienne (FRA), qui fait partie du mouvement de libération nationale arménien, a décidé de punir les principaux organisateurs du génocide arménien. Dans le cadre de l'opération Némésis, Aram Yerganian et Archavir Chiragian ont eu la tâche d'en assassiner deux, Djemal Azmi et Chakir qui se trouvaient à Berlin. Le 17 avril 1922, Chiragian et Yerganian rencontrent Azmi et Chakir qui se promenaient avec leurs familles dans la Uhlandstrasse. Chiragian réussit seulement à tuer Azmi et blesser Chakir. Yerganian rattrape alors immédiatement Chakir et le tue d'une balle dans la tête,.